# U Nu
Cette page contient des caractères spéciaux ou non latins. S’ils s’affichent mal (▯, ?, etc.), consultez la page d’aide Unicode.
U Nu est un nom birman ; les principes des noms et prénoms ne s'appliquent pas ; U et Daw sont des titres de respect.
U Nu (en birman ဦးနု ; API : /ú nṵ/), aussi appelé Thakin Nu, né le 25 mai 1907 à Wakema et mort le 14 février 1995 à Rangoon, est un homme politique birman, membre de la Ligue anti-fasciste pour la liberté du peuple. Il est Premier ministre à trois reprises entre 1948 et 1962.

## Biographie
U Nu est né à War khal ma, district de Myaungmya, dans la région d'Ayeyarwady. Ses parents s'appelaient U San Tun et Daw Saw Khin. Il fit ses études à Rangoon, où il obtint un Baccalauréat es Arts en 1929 et devint Bachelor of Laws en 1935, l'année de son mariage avec Daw Mya Yi : ils auront 6 enfants.

### Combat pour l'indépendance

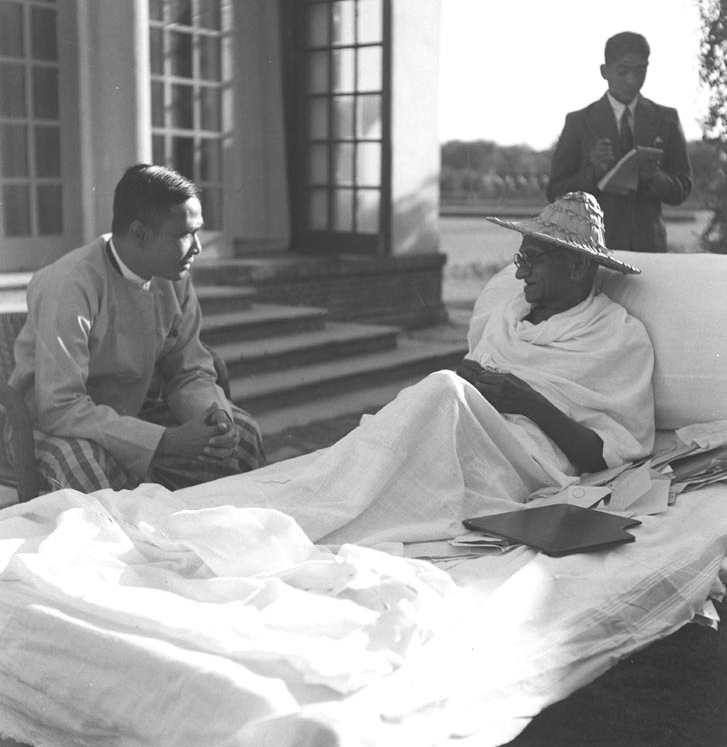
U Nu avec Gandhi à Birla House en décembre 1947

Son parcours politique commença à l'université de Rangoon, dont il devint président de l'Union des étudiants (RUSU), avec Aung San comme secrétaire. Tous deux furent expulsés de l'université pour un article paru dans le magazine de l'Union, ce qui déclencha la seconde grève des étudiants en février 1936.
Tous deux adhérèrent aussi au Dobama Asiayone (littéralement : Association de Nous les Birmans), association nationaliste formée en 1930, ce qui leur valut le préfixe Thakin (Maître), signifiant qu'ils étaient les vrais maîtres de leur pays. U Nu garda ce préfixe quelques années après l'indépendance, pour l'abandonner vers 1952 : la Birmanie étant indépendante, il déclara qu'il lui était désormais inutile et s'appellerait désormais U (Monsieur) Nu.
En 1937, il cofonda avec Thakin Than Tun le Nagani Book Club (Club du livre du dragon rouge), qui fit pour la première fois circuler largement des traductions birmanes des classiques marxistes. Il fut aussi un des cofondateurs du Parti révolutionnaire du peuple (PRP), futur Parti socialiste birman.
Durant la Seconde Guerre mondiale, il fut emprisonné par les Britanniques en 1940 en même temps que les Thakins Soe et Than Tun, Kyaw Nyein et le Dr. Ba Maw. Libéré au début de la campagne de Birmanie, il devint ministre des affaires étrangères de l'État de Birmanie mis en place par les Japonais en août 1943. 
En août 1944, il participa à la fondation de la Ligue anti-fasciste pour la liberté du peuple (AFPFL), un rassemblement qui défendait l'indépendance birmane aussi bien des Japonais que des Britanniques (Aung San en était le président). Après l'assassinat d'Aung San et de ses ministres le 19 juillet 1947, U Nu prit la tête de l'AFPFL et signa un accord avec le premier ministre Clement Attlee le 1er october 1947 à Londres (Traité Nu-Atlee).

### Premier ministre

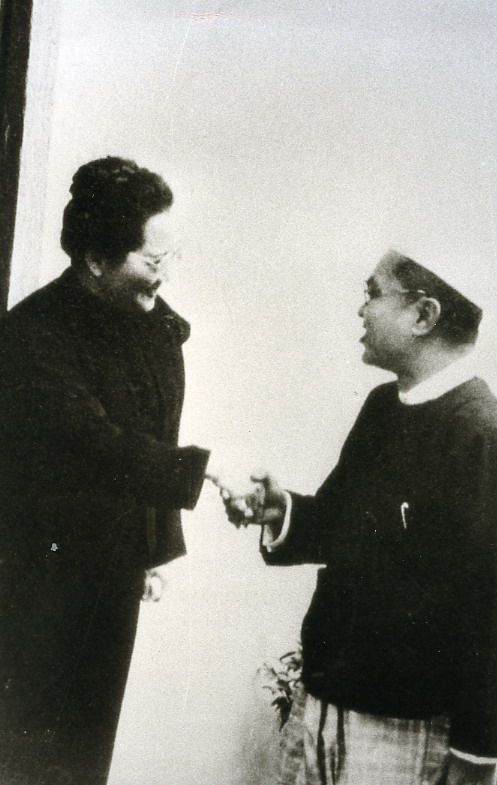
U Nu et Song Qingling en 1954 à Shanghai.

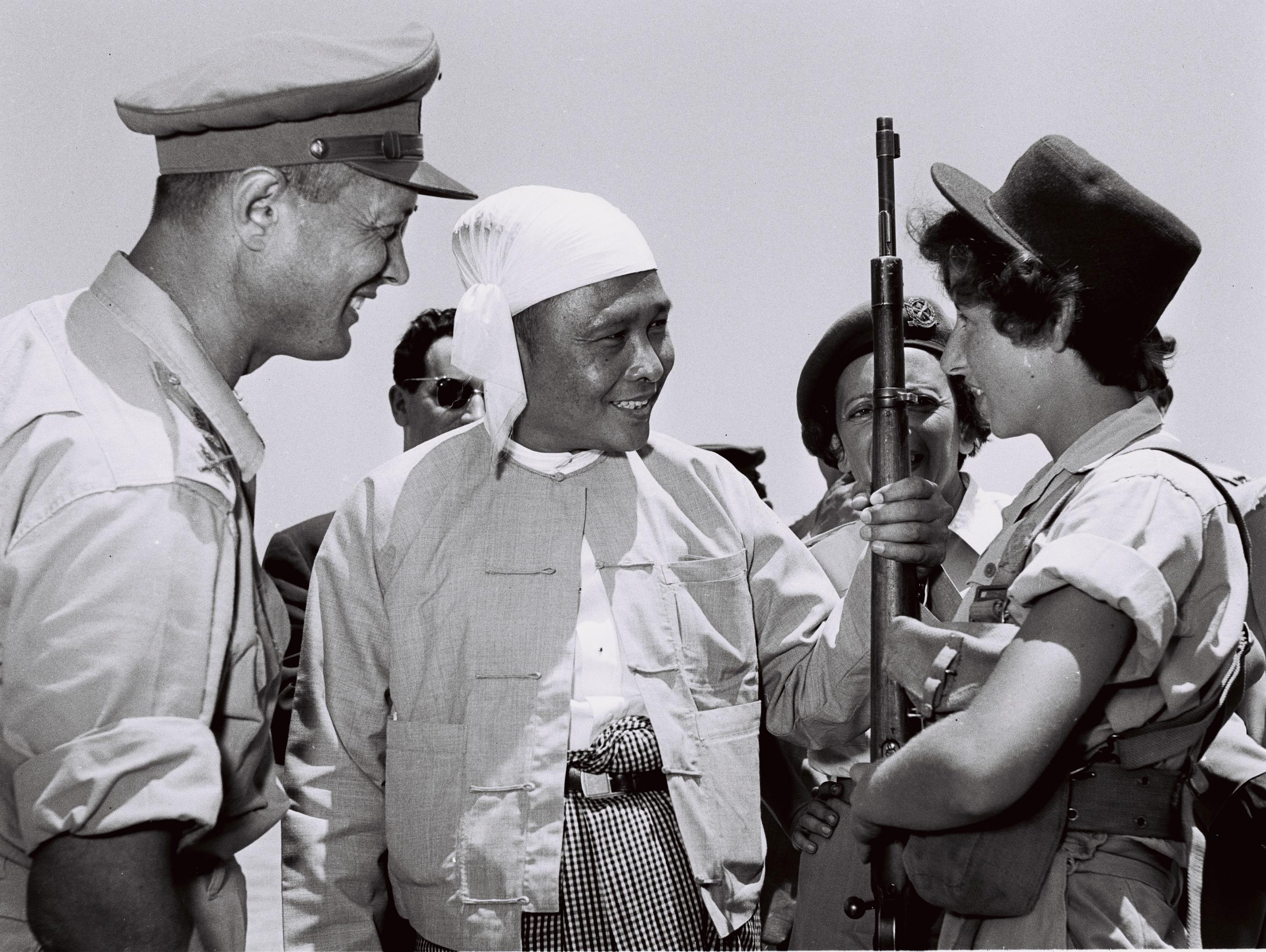
U Nu avec Moshe Dayan, 1955.

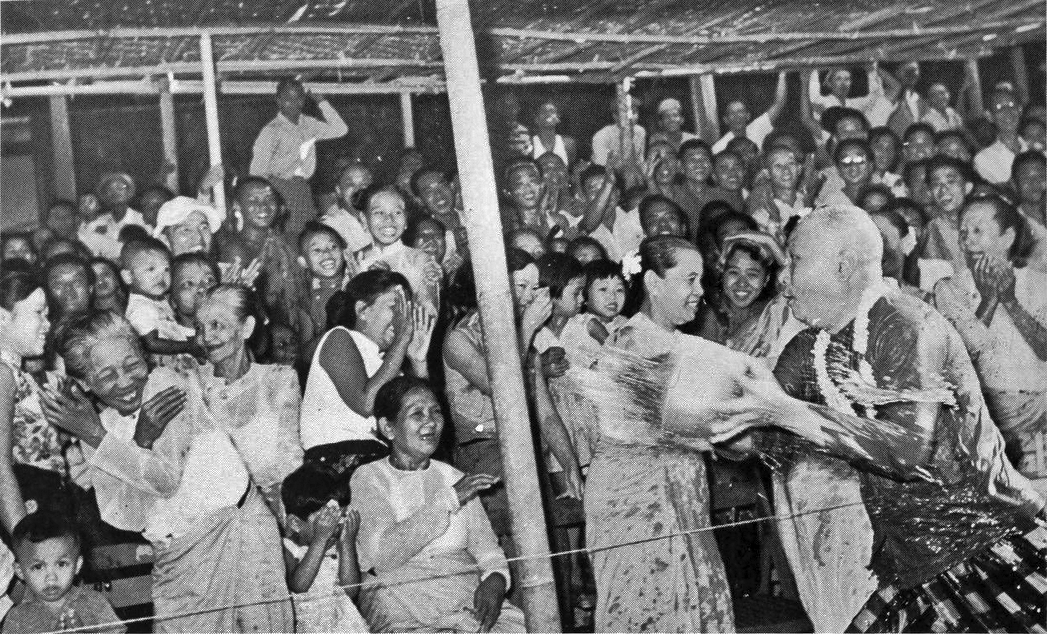
U Nu participe à Thingyan (la fête du nouvel an bouddhique) en avril 1960.

Après le 4 janvier 1948, U Nu devint le premier Premier ministre de la Birmanie indépendante. Il dut immédiatement faire face à la rébellion de différents groupes ethniques, tels que les Karens, et à celle de factions communistes, y compris dans l'armée.
Un autre problème fut le Kuomintang en exil. Chassé de Chine populaire par la victoire maoïste de 1949, il avait établi des bases dans l'est de la Birmanie : il fallut plusieurs années pour l'en expulser.
En 1954, il visita Pékin et fut reçu par Liu Shaoqi lors d'une réunion à laquelle assista le 14e dalaï-lama. Il demanda si le gouvernement chinois aidait les insurgés communistes qui posaient alors des problèmes à son gouvernement. Pour toute réponse, Liu Shaoqi se contenta de regarder ailleurs.  
Un régime démocratique fut néanmoins mis en place, et des élections parlementaires eurent lieu à plusieurs reprises. U Nu abandonna volontairement le poste de Premier ministre le 12 juin 1956. Ba Swe (†1987) lui succéda jusqu'au 28 février de l'année suivante. Redevenu Premier ministre, U Nu demanda le 26 septembre 1958 au chef d'état-major, le général Ne Win, de prendre la tête d'un gouvernement de transition. Ne Win prêta serment le 27 octobre.
Aux élections générales de février 1960, la faction « propre » de l'AFPFL menée par U Nu remporta une victoire décisive contre la faction « stable » de Ba Swe and Kyaw Nyein et U Nu revint au pouvoir en formant un gouvernement d'Union (Pyidaungzu) le 4 avril 1960.

### Dictature militaire
U Nu fut renversé par un coup d’État organisé par le général Ne Win le 2 mars 1962. Il fut conduit en « détention protectrice » dans un camp de l'armée en dehors de la capitale et ne fut relâché que quatre ans plus tard, le 27 octobre 1966. Le président Mahn Win Maung (†1989) et le procureur général U Myint Thein (22 février 1900 - 3 octobre 1994) connurent le même sort. Win Maung fut relâché en octobre 1967 et U Myint Thein le 28 février 1968.
Le 2 décembre 1968, Ne Win, président du Conseil révolutionnaire, créa un « Bureau consultatif de l'unité Interne » de 33 membres (IUAB, connu familièrement comme « les 33 ») constitué de personnalités politiques dont plusieurs avaient été emprisonnées par ses soins quelques années auparavant. Le rôle de cette instance était de suggérer au Conseil révolutionnaire des moyens d'améliorer l'unité nationale et des changements politiques. U Nu fut un des « 33 ».
En février 1969, il soumit un « rapport intérimaire » recommandant que Ne Win lui rende le pouvoir et que le parlement supprimé en mars 1962 soit reconvoqué pour désigner formellement Ne Win comme président.
Peu après avoir déposé ses recommandations, U Nu feignit la maladie et se rendit en Inde sous prétexte de pèlerinage (il était bouddhiste). Comme Ne Win ne répondait pas à son rapport, il quitta ensuite l'inde pour Londres. Ne Win rejeta finalement les propositions d'U Nu dans un discours inaugural au quatrième séminaire du Burma Socialist Program Party au pouvoir (BSPP), le 6 novembre 1969, affirmant qu'elles représentaient un « retour en arrière ».
À cette date, U Nu, depuis Londres, avait déjà affirmé qu'il était encore le "premier ministre légal" du pays : il avait tenu une conférence de presse en anglais le 27 août 1969, où il avait promis de ne pas abandonner son combat pour la démocratie en Birmanie, victime « du même genre de fascisme que le général Aung San avait combattu » (le colonisateur britannique et l'occupant japonais).
U Nu forma plus tard le Parti de la démocratie parlementaire (PDP) et un groupe de résistance armée. Celui-ci ne compta jamais plus de quelques centaines de combattants et son essai de renverser le général Ne Win à partir la frontière thaïlandaise fut un échec cuisant. U Nu accepta donc l'offre d'amnistie de Ne Win et revint en Birmanie avec son épouse le 29 juillet 1980.

### Événements de 1988
U Nu passa les années suivantes à enseigner le Bouddhisme en Birmanie et aux États-Unis (il donna des cours à la Northern Illinois University en 1987). Il reprit une activité politique à l'occasion du soulèvement de 1988, en formant le premier nouveau parti politique, la Ligue pour la démocratie et la paix (LDP). En écho à sa déclaration de Londres de 1969, il déclara à Rangoon le 9 septembre 1988 qu'il était encore le « Premier ministre légal ». Sa proposition à Aung San Suu Kyi et à l'ancien général Aung Gyi (un autre politicien d'opposition) de former un gouvernement intérimaire fut rejetée.
Il constitua alors son propre « gouvernement » et renomma « président » Mahn Win Maung (renversé comme lui en 1962). Après la prise du pouvoir par le State Law and Order Restoration Council (SLORC) le 18 septembre, cette instance lui demanda à plusieurs reprises de dissoudre formellement son « gouvernement », ce qu'il refusa. Il fut finalement assigné à résidence le 29 décembre 1989. Le porte-parole du SLORC expliqua qu'U Nu ne pouvait être jugé pour trahison, du fait de son grand âge et de sa contribution historique au combat pour l'indépendance, et qu'il n'en serait donc pas accusé.
Il fut relâché le 23 avril 1992, le jour même où le président du SLORC, le général Saw Maung († en juillet 1997), était remplacé par le général Than Shwe.

## Bouddhisme
Bouddhiste dévot, U Nu a longtemps fait figure de leader spirituel en Birmanie. En 1952, il fit construire la Pagode Kaba Aye (Paix mondiale) et la Maha Pasana Guha (Grande Grotte) en préparation du Sixième Concile Bouddhique qu'il organisa comme premier ministre entre 1954 et 1956.
Le 29 août 1961, en partie à son initiative, le Parlement birman déclara le Bouddhisme religion officielle, ce qui aliéna au régime les minorités chrétiennes comme les Kachins et les Karens (cet amendement constitutionnel fut rendu caduc par la prise de pouvoir de Ne Win en mars 1962). Tuer des vaches fut officiellement interdit ; le bœuf fut surnommé todo tha (littéralement : viande... chut !). Un des premiers actes de Ne Win en 1962 fut de lever cette interdiction, ce qui était peut-être une façon symbolique de manifester son hostilité envers U Nu.

## Œuvre littéraire
U Nu est l'auteur de plusieurs ouvrages, dont certains ont été traduits en anglais : Ludu Aungthan (The People Win Through, 1951), Burma under the Japanese (1954), An Asian Speaks (1955), et Burma Looks Ahead (1951).
Son autobiographie (1907-1962) Ta-Tei Sanei Tha (Ta-Tei - Le fils du Samedi) fut publiée en Inde par Irrawaddy Publishing (U Maw Thiri) en 1975. Une première version publiée en 1974 a été traduite en anglais par U Law Yone (éditeur du Nation de Rangoon jusqu'en 1963 et qui, comme U Nu, avait été emprisonné par le Conseil Révolutionnaire dans les années 1960).
À la fin des années 1930, U Nu avait traduit en birman le best-seller de Dale Carnegie, How to Win Friends and Influence People (en français Comment se faire des amis) sous le titre Lupaw Luzaw Louknee, signifiant grossièrement Comment profiter d'homme à homme ; plus tard, ce titre fut changé pour le plus doux Meikta Bala Htika, Traité sur l'amitié comme contrat social. Sous ce titre, il devint un ouvrage scolaire dans les années 1950, ainsi que Ludu Aungthan.
U Nu créa une Société birmane des traducteurs et publia le premier volume de l'Encyclopédie birmane en 1954. Le Sarpay Beikhman poursuit cette publication.

### Écrivain et dramaturge
U Nu écrivit aussi des œuvres de fiction. Dans une œuvre de la période coloniale Yesset pabeikwe (C'est si cruel traduit en anglais Man, the Wolf of Man) il décrit comment les propriétaires terriens de l'époque pouvaient perpétrer sans risque tous les crimes qu'ils souhaitaient.
Sa pièce Ludu Aungthan (The People Win Through, ou The Sound of the People Victorious), écrite tandis qu'il était au premier ministre, est consacré au chaos que l'idéologie communiste peut apporter dans une famille. Elle semble avoir été jouée pour la première fois à Pasadena, en Californie. Plus tard, elle fut adaptée en bande dessinée en Birmanie, traduite en anglais et inspira un film au plus fort de la guerre froide. Les vieux birmans se souviennent encore de l'avoir étudiée à l'école.
Dans sa pièce Thaka Ala, publiée juste avant le coup d'État de 1962, U Nu dresse un tableau extrêmement sombre de la corruption aussi bien parmi les politiciens au pouvoir à l'époque que parmi leurs opposants communistes. Cette pièce est en langue vernaculaire, ce qui est rare dans la littérature birmane (une traduction anglaise fut publiée en feuilleton dans le Guardian de Rangoon). Thaka Ala eut une grande importance politique, un peu comme celle qu'avait eue le Tet Hpongyi (Le Moine moderne) de Thein Pe Myint : comme Le Moine moderne, la pièce dénonce des liaisons amoureuses incompatibles avec la morale traditionnelle birmane, cette fois parmi les politiciens de tout bord.
U Nu meurt le 14 février 1995 à Rangoon à 87 ans. Sa femme Daw Mya Yee était déjà décédée. Il laisse cinq enfants et plusieurs petits-enfants.